# Haralds Silovs
Haralds Silovs (* 7. dubna 1986 Riga, Lotyšská SSR, Sovětský svaz) je lotyšský rychlobruslař a bývalý shorttrackař.
V short tracku závodil od roku 2002, ve Světovém poháru se poprvé představil roku 2005. Je pětinásobným mistrem Evropy: v letech 2008 a 2011 vyhrál víceboj a v letech 2008, 2009 a 2011 trať 1500 metrů. Roku 2007 poprvé absolvoval závody v rychlobruslení a v rychlobruslařském Světovém poháru debutoval v roce 2009. Na Zimních olympijských hrách 2010 startoval jako první závodník v historii v short tracku i v rychlobruslení na dlouhé dráze. V short tracku obsadil 12. místo na distanci 500 m, 14. místo na trati 1000 m a 10. místo v závodě na 1500 m, v rychlobruslení skončil dvacátý na dráze 5000 m. Jako první v historii startoval ve dvou různých sportech během jediného dne. Short tracku se přestal věnovat po sezóně 2010/2011 a následně se plně přeorientoval na rychlobruslení. Na Zimních olympijských hrách 2014 obsadil v rychlobruslařských závodech 37. místo na trati 500 m, 24. místo na distanci 1000 m a 14. místo na dráze 1500 m. Zúčastnil se také ZOH 2018, kde se v závodě na 1500 m umístil na čtvrté příčce, na trati 1000 m byl patnáctý a v závodě s hromadným startem skončil v semifinále. Absolvoval i ZOH 2022 (1500 m – 24. místo, hromadný start – semifinále).